# Edmond Frémy
Edmond Frémy, född 28 februari 1814 i Versailles, död 3 februari 1894 i Paris, var en fransk kemist. Han var bror till Arnould Frémy.
Frémy blev professor vid École polytechnique i Paris 1843 och vid Muséum national d'histoire naturelle 1850 samt var 1879–1891 direktör för sistnämnda institution. Han skrev bland annat Traité de chimie générale et cetera (i samarbete med sin lärare Théophile-Jules Pelouze; tre band, 1847–1850; andra upplagan sex band, 1854–1856) och redigerade Encyclopédie chimique (tio band, 1881–1894; register 1898).
Frémys forskning utmärks av originalet i uppslag, vilka vid fortsatt bearbetning av andra kemister lämnade viktiga resultat, såsom svavelkvävesyror, ammoniakaliska kobolt- och kromföreningar, pektinämnen, cellulosa, klorofyll med mera. Under sina sista år sysselsatte han sig med lyckade försök att artificiellt framställa rubin.